# Sipunculus microrhynchus
Sipunculus microrhynchus är en stjärnmaskart som beskrevs av de Blainville 1827. Sipunculus microrhynchus ingår i släktet Sipunculus och familjen Sipunculidae. Inga underarter finns listade i Catalogue of Life.